# Ziekte-uitkering
Een ziekte-uitkering of arbeidsongeschiktheidsuitkering is een uitkering of vervangingsinkomen tijdens een periode van arbeidsongeschiktheid door ziekte of een ongeval. 

## Situatie per land

### België
In België maken ziekte-uitkeringen deel uit van de ziekte- en invaliditeitsverzekering van de sociale zekerheid en worden ze uitbetaald door het ziekenfonds waar de arbeidsongeschikte is aangesloten. Om een uitkering te ontvangen moet de verzekerde uitkeringsgerechtigd zijn en erkend worden als arbeidsongeschikt door een adviserend arts. Voor de meeste werknemers is er eerst een periode van gewaarborgd loon waarin de werkgever het loon doorbetaald; voor bedienden is dat 30 dagen, voor arbeiders 14 dagen. Het eerste jaar is er sprake van primaire arbeidsongeschiktheid, daarna van invaliditeit en ontvangt de zieke een invaliditeitsuitkering.

### Nederland
In Nederland wordt een uitkering uitbetaald door het Uitvoeringsinstituut Werknemersverzekeringen (UWV). Er bestaan verschillende stelsels, zoals de Ziektewet (ziektewetuitkering), de Wet werk en inkomen naar arbeidsvermogen (WGA- en IVA-uitkeringen) en de oude Wet op de arbeidsongeschiktheidsverzekering (WAO-uitkering). De eerste 104 weken is er voor werknemers in de meeste situaties sprake van loondoorbetaling bij ziekte door de werkgever. Zelfstandig ondernemers kunnen een arbeidsongeschiktheidsverzekering voor zelfstandigen afsluiten om een ziekte-uitkering te kunnen ontvangen.